# NGC 3689
NGC 3689 ist eine Balken-Spiralgalaxie vom Hubble-Typ SBc im Sternbild Löwe auf der Ekliptik. Sie ist schätzungsweise 121 Millionen Lichtjahre von der Milchstraße entfernt.
Das Objekt wurde am 6. April 1785 von Wilhelm Herschel entdeckt.